# Kumarbi-ciklus
A Kumarbi-ciklus egy hettita mitológiai sorozat összefoglaló neve. Közös bennük, hogy Kumarbi isten vagy az ő teremtményei játszanak szerepet bennük. Sosem állt össze olyan egységes művé, mint az uruki epikus ciklus kiseposzai a Gilgames-eposzban, mégis egységes szemléletről és elképzelésekről árulkodnak, ezért minden szempontból összetartozóak.
A ciklus darabjai a mítoszok időrendjében:
- Ének Kumarbiról (CTH#344), a hettita teogónia egyik legfontosabb darabja
- LAMMA királysága (CTH#343)
- Ének Hedammuról (CTH#348)
- Ének Ullikummiról (CTH#345)
- Ének az Ezüstszörnyről (CTH#364)
- Vaszitta terhessége (CTH#346.5) – Ez csak feltételes módban. A szöveg egy nagyon rövid töredék, amely egy Kumarbi által megtermékenyített hegy vajúdásáról szól. Ez párhuzamba vonható az Ullikummi-történettel, de nem tudjuk, hogy Vaszitta, a hegy végül kit szült és a gyermek mit tett.
- Ezeken felül még harminchárom töredéken szerepel Kumarbi neve, amelyek más Kumarbi-mítoszok darabjai lehetnek, de a történetük, vagy a fenti teljesebb mítoszokkal való kapcsolatuk nem ismert. Ezek egyike a fent említett „Vaszitta terhessége”. (CTH#346.1A – 346.21A és 346.II)

Kumarbi az istenek második generációjához tartozik, így a születésével kezdődő Kumarbi-ciklus gyakorlatilag a hettita panteon viszonyainak kialakulását az elejétől a végéig kíséri. Kumarbi hatalomra tört, és megszerezte az Égi királyság vezetését, majd alulmaradt a Viharistennel (Tarhuntasz vagy Teszub) szemben. A mítoszok arról mesélnek, ahogyan hatalmát kívánta visszaszerezni az istenek között.
Az eposzok egy része hurri nyelven maradt fenn, és a szereplő istenek és démonok neveinek nagy része is hurri eredetű. Mivel azonban a hurri nyelvemlékek döntő többsége hettita közvetítéssel maradt fenn, nem az eredeti környezetben, nem tudni, hogy ezekben a mítoszokban mennyi a hurri mítoszok szó szerinti átvétele, és mennyi az eredeti hettita elképzelés, amelyet hurri nyelvi környezetbe ültettek.